# Yubeshi

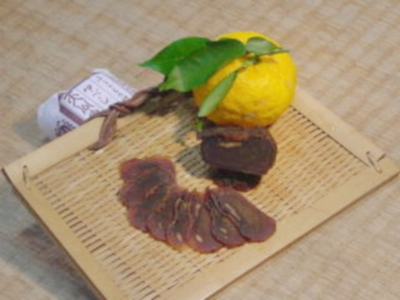
Yubeshi.

El yubeshi es un tipo de wagashi o golosina japonesa. Cuenta con diversas variedades de sabor y forma, siendo la más frecuente la nuez o el cítrico japonés (normalmente yuzu), y puede ser redondo o cuadrado, pero todos los yubeshi cuentan con una base de arroz glutinoso o harina de arroz, azúcar y salsa de soja.